# Capela de Nossa Senhora das Vitórias (Villa Maria)

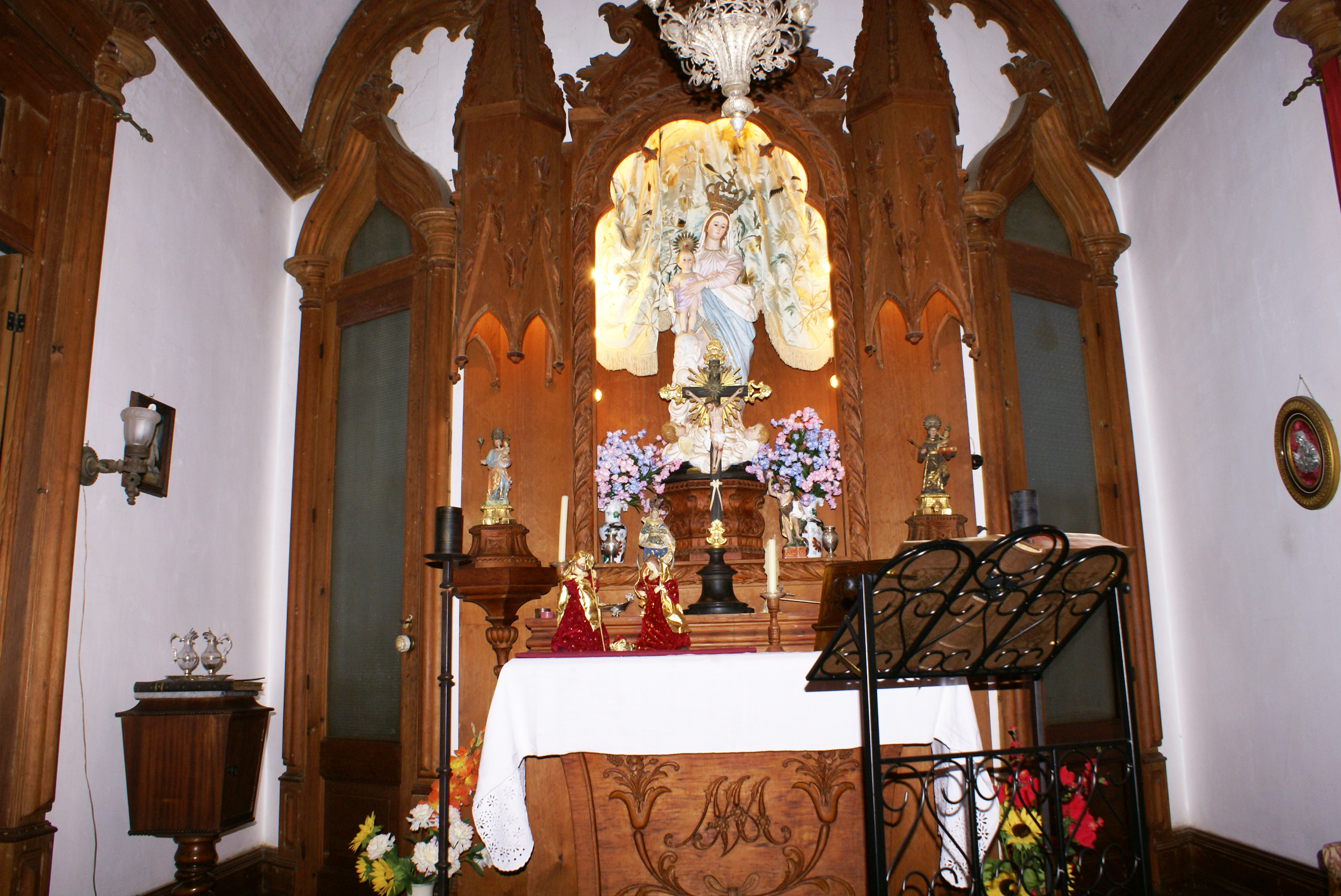
Altar da Capela de Nossa Senhora das Vitórias, Villa Maria, ilha Terceira, Açores.

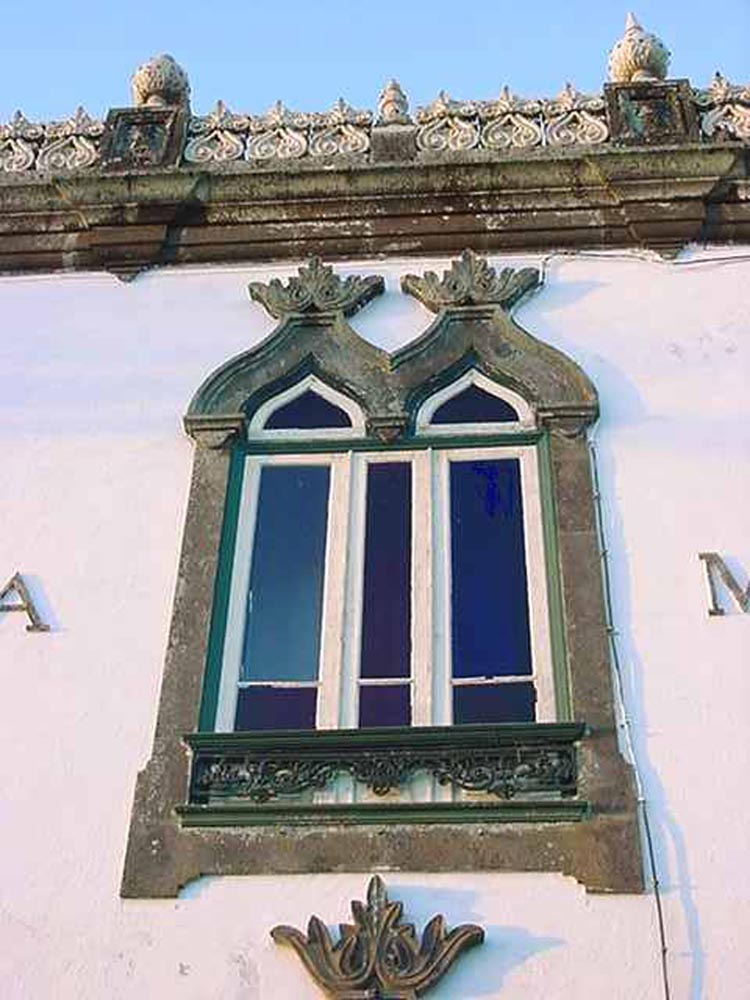
Janela da capela, exterior.

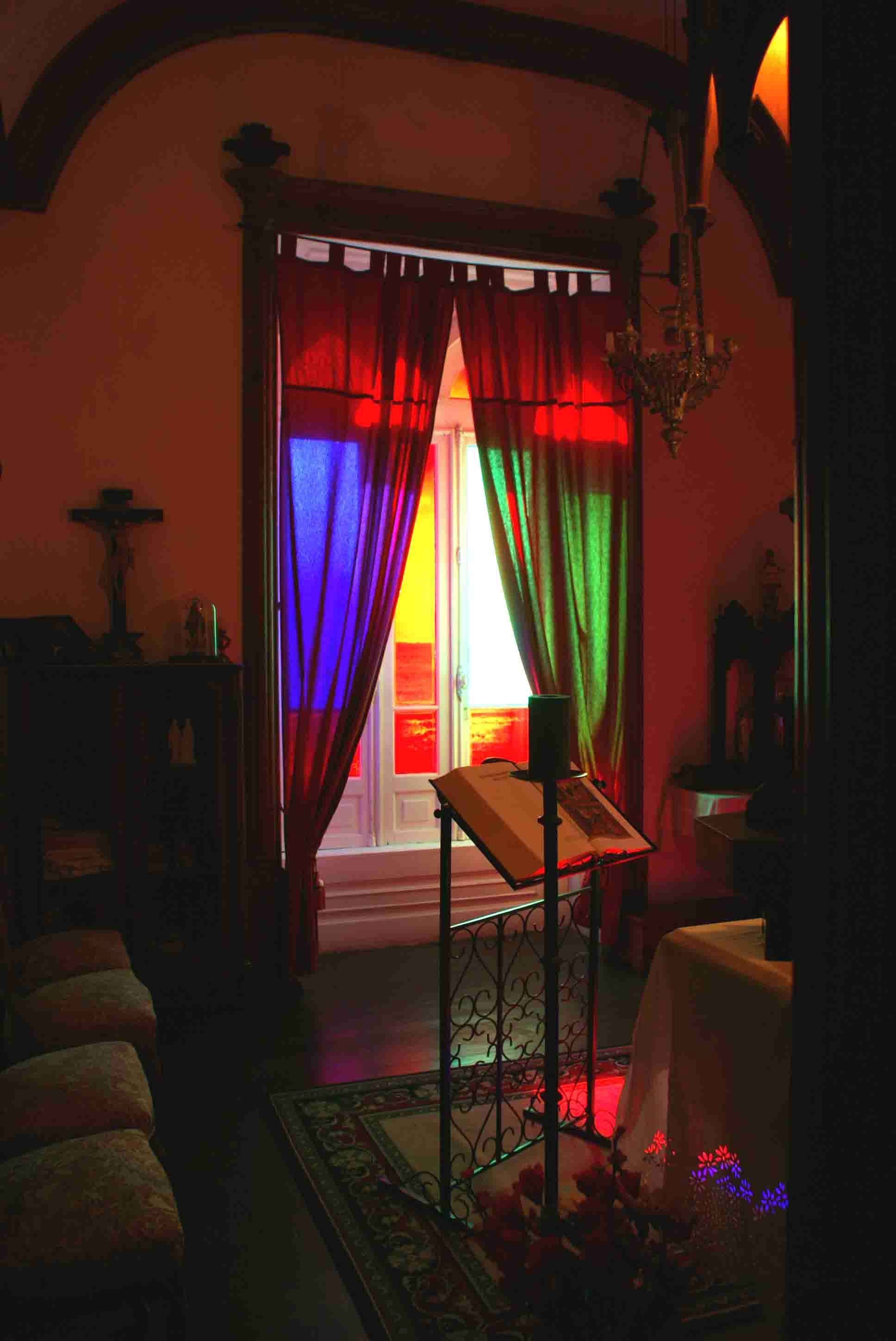
Altar da Capela de Nossa Senhora das Vitórias, Villa Maria, ilha Terceira, Açores.

A  Capela de Nossa Senhora das Vitórias  é uma capela portuguesa localizada na Quinta de Villa Maria, Solar dos Noronhas, no concelho de Angra do Heroísmo, ilha Terceira.
Foi construída conjuntamente com a edificação da segunda parte do solar, tendo sido construída mais ou menos a meio desta edificação que foi erguida em duas épocas  diferentes, sendo a primeira do século XVI de 1502 e a segunda do século XVIII datando de 1700. Tem uma grande janela Emoldurada  por cantarias trabalhadas que recebem a luz do sol por vidraças de rústicos vitrais em tons de verde, azul e vermelho.
Tem-se acesso a esta capela por duas portas em ogiva a partir do corredor central. Esta capela está devidamente registada e autorizada pela diocese de Angra do Heroísmo desde os tempos da sua edificação.
Aqui já se rezaram missas e se fez casamentos. No dia 26 de Novembro do ano 2005 foi realizado um baptismo pele senhor Cónego Francisco Caetano Tomás.
Apesar de à cerca de meio século só ser utilizada pelos proprietários da casa, guarda todos os paramentos necessários à sua actividade.
A bela imagem de Nossa Senhora das Vitórias, aqui existente é esculpida em madeira, e é datada da fundação da capela. Entre vários paramentos a referenciar existe um magnifico missal escrito em Latim, uma cálice delicadamente trabalhado.
Os primorosos trabalhos da capela, todos feitos em madeira trabalhada são de grande beleza, destacam-se as Flor-de-lis, as folhas estilizadas. As letras com o monograma do seu fundador destacam-se debaixo do altar.

## História Nossa Senhora das Vitórias
A história Nossa Senhora das Vitórias teve origem nas guerras dos monarcas franceses, na pessoas do rei Luís XIII e na do seu ministro, o então Cardeal Richelieu. O rei Luís XIII, empreendeu em conjunto com o seu ministro, no ano de 1627, o cerco da cidadela, de La Rochelle com a finalidade de acabar com a revolta dos huguenotes, então seus ocupantes.
Esta cidade era em 1627 um importante porto francês, já de origem medieval.
A vitória que da guerra que se avizinhava era bastante incerta, dado que os habitantes de La Rochelle eram apoiados por Inglaterra.
O rei francês temendo pelo resultado, resolveu pedir à sua esposa, a então Rainha Ana da Áustria, para promover em todas as igrejas de Paris, orações públicas pedindo a intercessão da virgem a favor do seu triunfo.
A rainha assim fez, e passou a rezar-se em todas igrejas e capelas de França, aos sábados. Rezava-se o terço, pedindo a Deus a vitórias de França e a derrota dos protestantes de La Rochelle.
No interior do Exército francês os capelões do mesmo também promoveram, para que fossem feitas orações entre os soldados e todo o restante corpo militar.
Por intervenção de Deus ou pela sorte, o facto é que o Luís XIII ganhou e aguerra e a praça forte de La Rochelle voltou ao domínio de França.
Como forma de agradecimento e demonstração de gratidão pela vitória alcançada, Luís XIII lançou em Paris, a primeira pedra do que viria a ser a uma das mais belas igrejas de França, a igreja de Nossa Senhora das Vitórias. Uma recordação e um agradecimento da reconquista pelos cristãos de La Rochelle.